# Kató Lomb
Kató Lomb (Pečuh, 8. veljače 1909. — Budimpešta, 9. lipnja 2003.) bila je mađarska prevoditeljica, tumačica i jedna od prvih konferencijskih prevoditeljica na svijetu, hiperpoliglot.
Lomb je imala doktrorate iz fizike i kemije, no bila je također zainteresirana za jezike. Tijekom velike ekonomske krize (1929. – 1933.) počinje s tumačenjima i prevođenjima kako bi osigurala ekonomsku egzistenciju. Njen materinski jezik bio je mađarski. Mogla je još prevoditi s devet ili deset jezika, na četiri njih bez priprema. Prevodila je još sa šest jezika tehničke tekstove kao i beletristiku, i bila je sposobna razumjeti novinare na jedanaest jezika.
Lomb je autodidaktički naučila:bugarski, kineski, danski, engleski, francuski, njemački, hebrejski, talijanski, japanski, latinski, poljski, rumunjski, ruski, slovački, španjolski i ukrajinski jezik.
Njen životni poziv bio je učenje jezika. U svojim knjigama, koje su prevedene na druge jezike, pokušavala je druge osobe animirati na učenje stranih jezika. Kao prevoditeljica radila je na pet kontinenata i napisala je o tim iskustvima knjigu (Egy tolmács a világ körül, „Prevoditeljica oko svijeta“).

## Vanjske poveznice
- Kató Lomb's Strategies for Language Learning and SLA Theory  Arhivirana inačica izvorne stranice od 4. ožujka 2007. (Wayback Machine)
- How I learn languages („Kako sam učila jezike“)
- Knjige za učenje jezika (njena knjiga je spomenuta)
- Poveznice na ruski prijevod